# Woensdrecht
Woensdrecht (phát âmⓘ) là một đô thị ở phía nam Hà Lan, tỉnh Noord-Brabant.
Woensdrecht chủ yếu được biết đến là nơi có căn cứ không quân. Năm 1983, chính phủ Hà Lan đã đồng ý cho quân đội Mỹ đặt 48 quả tên lửa hành trình có đầu đạn hạt nhân ở đây trừ phi Liên Xô giảm số tên lửa SS-20 xuống còn 378. Kế hoạch đặt tên lửa này đã bị hủy bỏ năm 1987 do Hiệp ước vũ lực hạt nhân tầm trung.

## Các trung tâm dân số
- Hoogerheide (dân số: 8.268)
- Ossendrecht (5.300)
- Putte (3.860)
- Huijbergen (2.180)
- Woensdrecht (1.470)